# بيرفوميسك
بيرفوميسك هي مدينة من مدن أوكرانيا. يبلغ عدد سكانها 38435 نسمة وذلك حسب إحصائيات سنة 2013. يبلغ ارتفاع المدينة عن سطح البحر قرابة 199 متر. تبلغ مساحتها 8,854 كم².